# Tommy Simkin
Tommy James Simkin, né le 8 décembre 2004 à Walsall, est un footballeur anglais qui évolue au poste de gardien de but à Leyton Orient.

## Biographie

### Carrière en club
En abril 2022, Simkin signe son premier contrat avec Stoke City, et est prêté à AFC Fylde en juillet 2022.
Le 2 juillet 2024, il est prêté à Walsall FC pour la saison.

### Carrière en sélection
En juin 2022, Simkin est sélectionné en équipe d'Angleterre pour prendre part au Championnat d'Europe des moins de 21 ans de 2025.

## Palmarès

### En sélection nationale
- Angleterre espoirs
  - Vainqueur du championnat d'Europe espoirs en 2025.